# پیتر نورفک
پیتر نورفک (انگلیسی: Peter Norfolk؛ زاده ۱۳ دسامبر ۱۹۶۰) یک تنیس‌باز اهل بریتانیا است.